# Sagrinnodosaria
Sagrinnodosaria, en ocasiones erróneamente denominada Sagrinnonodosaria, es un género de foraminífero bentónico considerado un sinónimo posterior de Siphonodosaria de la familia Stilostomellidae, de la superfamilia Stilostomelloidea, del suborden Buliminina y del orden Buliminida. Su especie tipo era Nodosaria abyssorum. Su rango cronoestratigráfico abarcaba desde el Plioceno hasta el Pleistoceno medio.

## Discusión
Clasificaciones previas incluían Sagrinnodosaria en el suborden Rotaliina del orden Rotaliida.

## Clasificación
Sagrinnodosaria incluía a las siguientes especies:
- Sagrinnodosaria abyssorum †
- Sagrinnodosaria verneuili †